# Театр під час війни (2022–2024)
Театр часів 1000 днів Російсько-української війни — включає перебіг подій, реакцію та рефлексію українського та світового театру на російське вторгнення в Україну 2022 року. Охоплення періоду з 24 лютого 2022 по 19 листопада 2024 року.

## Хронологія

### 2022

#### Лютий
Зранку 24 лютого 2022 року Російська Федерація розпочала військове вторгнення в Україну, що призвело до запровадження воєнного стану в країні. Театральні заклади припинили свою роботу у звичайному режимі.
Театральні приміщення стали волонтерськими центрами, хостелами у Львові, Києві (центр волонтерського руху «Сузір‘ячко» на базі майстерні театрального мистецтва «Сузір'я»), пошивні цехи (зокрема, Миколаївського художнього драматичного театру, Рівненського музично-драматичного театру, Чернігівського музично-драматичного театру ім. Тараса Шевченка, Черкасського музично-драматичного театру ім. Т. Г. Шевченка) перейшли на пошив балаклав, прапорів, бафів, дощовиків для територіальної оборони та військових. У волонтерському центрі львівського Національного драматичного театру ім. Марії Заньковецької маскувальну сітку сплели з декорації вистави «Ісус, син Бога живого». Донецький академічний обласний драматичний театр у Маріуполі став прихистком для сотень містян, які залишились без даху над головою. На базі Івано-Франківського музично-драматичного театру було створено координаційний центр допомоги, опору, психологічної й гуманітарної підтримки, який отримав символічну назву — криївка «Рух опору — Рух допомоги». Потужний волонтерський осередок був заснований активістами з Харківського державного академічного театру ляльок ім. В. А. Афанасьєва - ХАБ "Л.ОБ" (лялькова оборона), що безперервно займається забезпеченням необхідним цивільних та військових Харкова та області. Волонтерський штаб «Ангар», заснований на базі мистецького осередку театру «ГаРмИдЕр» став одним з найпотужніших на Волині
У Львівському академічному драматичному театрі імені Лесі Українки після 24 лютого було організовано сім напрямів волонтерської діяльності: прихисток для внутрішньо переміщених осіб (розформований у червні 2022 року), кураторська робота з внутрішньо переміщеними особами, безкоштовні автобусні перевезення через польський кордон (з 28 березня по 4 травня 2022 року відправлено 76 автобусів з близько 4 тисячами людей), гуманітарна допомога (пошук, закупівля, розповсюдження одягу, їжі та необхідних засобів), приготування їжі та її роздача на залізничному вокзалі, фаундрайзинг, залучення пошивочного цеху до пошиття балаклав, пов'язок та бафів. З кінця березня щотижня працівники і працівниці театру відвідують поранених бійців у госпіталі.
До лав захисників долучилися артисти та працівники театрів як на передовій, так і в тилу. До лав захисників став Олександр Печериця, Олексій Кравчук (80-та окрема десантно-штурмова бригада (Україна), позивний «Артист», «Святий Миколай»), режисер Ігор Задніпряний (мінометник), Андрій Сніцарчук, Олексій Потьомкін, Павло Алдошин, Ніко Лапунов, Володимир Ращук (позивний «Артист»), актор Київського театру драми і комедії на лівому березі Дніпра Михайло Досенко, актори Чернівецького академічного обласного музично-драматичного театру ім. Ольги Кобилянської Олексій Надкерничний та Григорій Руденко-Краєвський, балетний фотограф із позивним «Небо». У територіальній обороні Києва — директор та режисер театру «Дзеркало» Володимир Петранюк, драматург Максим Курочкін (позивний «П'єса»), режисерка, актриса, перформерка, ЛГБТК+ активістка Антоніна Романова, актори Андрій Поліщук, Олексій Тритенко, Дмитро Лінартович, балерина Національної опери України Олеся Воротнюк, актори Харківського театру ляльок Тетяна Тумасянц та Олексій Петриченко, актор Олександр Міщук та звукорежисер Святослав Галась Львівського академічного драматичного театру ім. Лесі Українки. Актор Українського малого драматичного театру Данило Мірешкін займається супроводом французьких журналістів Донецькою та Луганською областями України. Волонтерством разом з багатьма співвітчизниками зайнялися й актори Ада Роговцева, Сергій Павлюк, Анастасія Пустовіт, Роман Ясіновський, Марина Кошкіна, Максим Стерлік, Анастасія Кузик багато інших.
Драматургиня Ірина Гарець з чоловіком Андрієм у перші дні російського вторгнення посадили на своїй землі яблуневий сад — традиція «Садів перемоги», яка існувала у Сполучених Штатах, Великобританії, Канаді та інших країнах з часів Першої та Другої світових воєн.

#### Березень

##### Звернення театралів
Театральна спільнота продовжує звертатися до росіян із закликом не мовчати, виходити на вулиці. Спільне звернення 3 березня записали представники одеських театрів, які зібралися поряд із Одеським театром опери та балету. Відеозвернення записали працівники Полтавського музично-драматичного театру ім. Миколи Гоголя. Митці виступають в соціальних мережах та на сторінках газет (Лариса Кадирова, Лінас Маріюс Зайкаускас), в телевізійних ефірах України (Стас Жирков, Віталіна Біблів, Дмитро Усов, Ігор Трахт), коментують поточну ситуацію в Україні для закордонних ЗМІ (Олена Мигашко, Олег Вергеліс, Алекс Боровенський, Сергій Винниченко, Артем Свистун, Олена Апчел, Роза Саркісян і Оксана Черкашина, Лена Лягушонкова) та багато інших. До іноземних колег із закликом підтримати благодійними акціями — читаннями актуальних українських п'єс звернулися драматурги Неда Неждана та Олександр Вітер (поширено ЗМІ англійською, французькою, іспанською, німецькою та допомогло реалізувати багато театральних проектів по всьому світу).
Продовжують з'являтися виступи з осудом російської агресії проти України. На сторінках інтернет-видання «Гордон» 14 березня Андрій Жолдак заявив, що знімає своє ім'я з афіш драматичних та оперних вистав, поставлених ним у Росії, та висловив думку що «весь цивілізований світ повинен перестати співпрацювати з представниками сьогоднішніми російської культури, бо ця країна сьогодні є людиноненависницькою і небезпечною для людей та цивілізації». Дмитро Ступка у соцмережах виказав обурення щодо мовчання про російську агресію Антоніни, старшої дочки Ольги Сумської, яка проживає в Москві.
Від обстрілів отримали пошкодження харківські оперний та театр ляльок. Повністю знищено Донецький академічний обласний драматичний театр (м. Маріуполь).

##### Викрадення митців
В окупованому Херсоні сталися ряд викрадень публічних осіб, зокрема, директора Херсонського обласного театру ляльок Віктора Гаврилюка (з 21 до 22 березня); генерального директора — художнього керівника Херсонського музично-драматичного театру ім. Миколи Куліша Олександра Книгу (з 23 по 24 березня). За Олександром Книгою приїхала команда з 40 автоматчиків на трьох бронетранспортерах й до десятка цивільних машин із поміткою з літерою «Z».

##### Архівація, консервація, евакуація
Частина колективу Харківського академічного українського драматичного театру ім. Тараса Шевченка переїхала на Вінниччину.
Приклад злагодженої роботи продемонстрував Львів, який системно підійшов до роботи із захисту пам'яток. Консервація київських театрів відбулася завдячуючи низовим ініціативам. Про владні перешкоджання з евакуації (зокрема, архіву театру «Березіль») свідчать харківські активісти.

##### Відновлення театральної діяльності
В 14-й день російського вторгнення в Україну, 9 березня 2022 року комітет Національної премії України ім. Тараса Шевченка оголосив лауреатів 2022 року. Так, в номінації «Театральне мистецтво» перемогу отримала вистава про війну на Донбасі «Погані дороги» Київського академічного театру драми і комедії на лівому березі Дніпра: Тамара Трунова (режисер-постановник, співавтор музичного рішення), Наталія Ворожбит (авторка п'єси), Андрій Ісаєнко (виконавець ролі Стаса), Валерія Ходос (виконавиця ролі Юлі). Від цієї події запропонував відлік історії новітньої історії українського театру блогер Сергій Винниченко.
В містах, де зосереджено евакуйоване дитяче населення, театри ляльок відновили заходи, почали показувати вистави (Львів, Рівне, Ужгород, Берегове, Калуш, Кривий Ріг, Чернівці). Шекспірівського «Гамлета» у підземеллі зіграли в Івано-Франківському драмтеатру, актори Миколаївського національного академічного українського театру драми і музичної комедії задля підтримки армії записали відео з віршами Василя Симоненка і Святослава Вакарчука.
В Києві з 21 березня звільнена директорка Департаменту культури КМДА (наказ від 18 березня 2022) Яни Баріновой. Члени театральних колективів беруть участь у волонтерському русі, проходять службу в лавах територіальної оборони та ЗСУ. Свою мистецьку діяльність «ProEnglish Theatre» продовжив з напівпідвального київського приміщення, в якому розташовується. «Театр Драматургів» реалізує проєкт «Про війну: українські драматурги розповідають про життя під час повномасштабного вторгнення Росії», в рамках якого тексти українських драматургів про війну звучать в театрах Німеччини і Британії (1 квітня — Royal Court theatre (Лондон) — тексти Олеся Барліга, Наталки Блок, Андрія Бондаренка, Олексія Доричевського, Юлії Гончар, Анастасії Косодій, Лєни Лягушонкової, Ольги Мацюпи, Оксани Савченко та Людмили Тимошенко; 7 квітня — «Gorki Theater» (Берлін), 9 та 20 квітня — «Münchner Kammerspiele» (Мюнхен).

##### Всесвітній день театру(27 березня 2022 року)
Національна спілка театральних діячів України опублікувала петицію на захист української театральної культури із закликом до міжнародних театральних організацій та асоціацій з наступними проханням: 1) припинити співпрацю з російськими театральними діячами, які публічно не висловили свого засудження російської війни проти України; 2) виключити їх з числа учасників міжнародних фестивалів, конкурсів, проєктів і т.д.; 3) обмежити, аж до повної заборони, показ вистав та гастролі російських театрів на всіх театральних майданчиках. Про заяку культурних діячів і внесення російських артистів до «чорного списку» повідомив міністр культури та інформаційної політики України Олександр Ткаченко.
В берлінському «Deutsches Theater» відбулися проєкт «STAY UNITED. Тримаємось разом #2. Українські голоси для Маріуполя», учасниками програми якої стали Андрій Палатний (куратор театральної програми фестивалю ГогольFest, Київ), Софія Мельник (аніматорка), Антон Тельбізов (художній керівник театру «Театроманія», Маріуполь. Дискусія відбулася за участі: Джозі Дейл-Джонс (Лондон), Еван Космідіс (Афіни), Мадлен Бонгарт (Лозанна) та Крістін Діссман (Берлін). Пройшли двомовні читання актуальних українських текстів («Щоденник виживання» Павла Ар'є, «Путівник мандрівника в часі по Донбасу» Анастасії Косодій, «Щоденник з Києва» Євгенії Бєлорусець. Перший захід Першого Українського Професійного театру ім. Марії Заньковецької відбувся у Празі (Чехія).
В Україні команда митців та мисткинь з різних куточків країни, на підтримку культурного фронту, презентувала появу нового театру у Львові — театру «Варта» (режисер Артем Вусик та учасники з Харківщини, Київщини, Сумщини, Чернігівщини, Донбасу). Івано-Франківський національний академічний обласний музично-драматичний театр імені Івана Франка вперше з початку війни, зіграв виставу на головній сцені — феєрію-бурлеск «Енеїда» (реж. Ростислав Держипільський), а Національна опера України провела мистецьку акцію, в якій артисти виконали твори з опери «Наталка Полтавка» Миколи Лисенка, твори українських композиторів Юрія Шевченка та Мирослава Скорика. Портал «Театрально-концертний Київ» опублікував огляд про акторів Національного драматичного театру ім. Івана Франка під час війни: Олександр Печериця, Євген Нищук, Олександр Форманчук, Ксенія Баша, Роман Ясіновський. А київський «ProEnglish Theatre» представив прем'єру вистави «The New World Order» (укр. «Новий світовий порядок»), яку режисерка Тетяна Шелепко поставила за однойменною п'єсою Гарольда Пінтера — постановка повністю виконана в камерному просторі театру, де актори живуть і працюють від початку самого початку воєнного вторгнення.

#### Квітень

##### Відновлення театральної діяльності
Міністерство культури та інформаційної політики України видало розпорядження щодо відновлення роботи закладів культури — театрів, опер та концертних залів — починаючи з 1 квітня. Майданчики відкриваються з урахуванням поточної ситуації, складають програму за власним графіком. У випадку повітряної тривоги захід переривається, глядачі переміщуються до сховища. У Львові відновили свою роботу (театр ляльок, театр «І люди, і ляльки»), театр ім. Курбаса, Національний драматичний театр ім. Заньковецької, театр «Воскресіння», Львівський театр опери та балету ім. Соломії Крушельницької, Львівський академічний драматичний театр імені Лесі Українки з «Imperium delendum est» — виставою, яка стала реакцією команди на новий етап війни в Україні, шкільний театр УКУ «На Симонових стовпах». З перших чисел квітня почали працювати театри ляльок в Івано-Франківську, Рівному, Хмельницькому, Ужгороді, драматичні театри на Закарпаття, Чернівців та в Івано-Франківську. На об'єднанні митців у Чернівцях запрацював «Мистецький штаб» — почали з кінопоказів, згодом запустили показ відеовистав київських театрів (першою показали виставу Київського академічного театру драми і комедії на лівому березі Дніпра «Погані дороги» Тамари Трунової, далі були «Сталкери» Стаса Жиркова із живим спілкуванням по перегляду із акторками вистави Ірмою Вітовською та Віталіною Біблів тощо).
В містах, де грати немає змоги відновити роботу театрів, актори проводять виїздні виступи перед військовими, переселенцями (Миколаїв, Полонне, Дніпро, Харків). Артисти Луганського обласного академічного українського музично-драматичного театру з Сєвєродонецька, Дніпровського академічного театру драми та комедії влаштували концерт для захисників України у Дніпрі. У Чернігівському музично-драматичному театрі ім. Тараса Шевченка влаштували перегляд кінострічок, а згодом змогли зіграти й виставу («Загадкові варіації» за однойменною п'єсою Еріка Еммануеля Шмітта у постановці Дениса Федєшова). Київський незалежний проєкт «Театральна біржа» свої вистави показує на сцені Закарпатського академічного обласного українського музично-драматичного театру. У Львівському академічному драматичному театрі ім. Лесі Українки відзняли відеоролик «Діти/Children (#StandWithUkraine)» — як імпульс на знищення театру Маріуполя.
В Києві театри грають в метро та вокзалах: адаптовану версію опери «Король Дроздобород» Юрія Шевченка Київська опера показала 1 квітня на Центральному Київському залізничному вокзалі; виставу «Мишка та рожева стрічка» у постановці Руслана Неупокоєва Київський академічний театр ляльок 2 квітня зіграв на станції «Героїв Дніпра», «Котик та Півник» Юрія Сікало показали у дитячих лікарнях. В одесі імерсивний «Театр №7» відновлює підготовку акторів, джаз-клуб «Перон №7» почав проводити концерти у центрі міста, які переросли у «Театр на балконі». В стаціонарному приміщенні почала роботу камерна сцена Національного академічного драматичного театру ім. Лесі Українки — 9 квітня літературно-музична композиція «Три кохання» — присвята Лесі Українці, випущена вистава «У країні казок» за мотивами Ганса Крістіана Андерсена, в театрі влаштували драматургічні читання («На полі крові» Лесі Українки, «Для домашнього огнища» Івана Франка). З 27 квітня відновив роботу Київський театр ім. Івана Франка — камерна вистав «Лимерівна» Івана Уривського грається на сцені театру ім. Лесі Українки, «Шельменко-денщик» Петра Ільченка — на сцені Національної музичної академії України. Відновилися покази вистав києвських театрів «ProEnglish Theatre», театральної спільноти «DSP». Український малий драматичний театр відновив репетиційний процес та почав репетирувати нову прем'єру. Команда Харківського державного академічного театру ляльок ім. В. А. Афанасьєва з квітня по червень грала вистави ("Принцеси бувають різні", "Цяточка", "Івасик-Телесик") для дітей та дорослих, які ховаються у метро, вистави були зіграні на всіх тридцяти станціях.

##### Театральні скандали
На фоні війни певні керівники продовжують вирішувати свої реформаційні стратегії. Так, загострилася ситуація із «захопленням влади» у Київському академічному театрі ляльок: від 15 квітня 2022 року з частиною працівників театру тимчасово припинено дію трудових договорів, на цьому фоні розпочата робота зі стороннім режисером над новою виставою.

#### Травень
Міністр культури та інформаційної політики Олександр Ткаченко почав говорити про необхідність просування українського мистецтва та українських культурних діячів за кордоном. «Окрім того, що ми маємо говорити про так звану дерусифікацію, ми маємо підтримувати та просувати наше мистецтво. І в Україні, і за кордоном. Бо путін воює і проти нашої культури, натомість ми говоримо на Заході, що варто забороняти російські офіційні, культурні інституції… Ми маємо пропонувати власні музичні твори, наших композиторів, наші колективи просувати, театри, кіно тощо. Ми активно ставимо питання перед нашими західними партнерами в цій царині».
Серед поранених, які проходять лікування — оперний співак Сергій Іванчук, який отримав 5 кульових поранень, намагаючись евакуювати людей із Харківщини.

##### Відновлення театральної діяльності
Про відновлення роботи Донецького обласного музично-драматичного театру, будівлю якого знищили російські загарбники, заявив начальник Донецької обласної військової адміністрації Павло Кириленко, повідомлення вийшло й за підписом в.о.директорки — художньої керівниці театру Людмили Колосович. Майданчиком для тимчасової роботи стала сцена Закарпатського музично-драматичного театру ім. братів Юрія-Августина та Євгена Шерегіїв в Ужгороді, дата відновлення — 6 травня. Анонсована перша постановка — вистава про Василя Стуса. Обговорення перспектив та припущення щодо роботи театру тривають у маріупольських ЗМІ, тим часом руїнами маріупольського театру окупанти водять екскурсії. Окупаційні війська також займаються відновленням російської версії Донецького драмтеатру в примішенні Маріупольської філармонії. Зі складу 210 працівників до роботи в Маріуполі долучилися орієнтовно 60 людей. До дня захисту дітей в місті висадився десант політичних, воєнних та культурних діячів (зокрема, Євген Миронов із «Театром Націй», зі спробою зробити так, щоб діти «якнайшвидше забули жахіття війни», відновилися покази вистав театрів Полтавщини.
З 11 травня відновив роботу на своїй сцені Тернопільський академічний обласний театр актора і ляльки, з 14-го — Рівненський обласний академічний український музично-драматичний театр, Київський національний академічний Молодий театр. На сцені Закарпатського театру ляльок 13 травня проходить «Читання драми українського сьогодення» — тексти зі збірки п'єс «Війна. 24 лютого 2022». Миколаївський академічний художній драматичний театр грають виїздні вистави у селах та містах регіону, геріатричному центру, лікарнях. Національний академічний драматичний театр імені Лесі Українки реалізовує проєкт «Ми з України. Сценічні читання», що передбачає лабораторну форму сценічної роботи з українською драматургією (п'єса «Майстер» Марини Смілянець). Івано-Франківський національний академічний обласний музично-драматичний театр імені Івана Франка із мистецьким благодійним проєктом «Бій за Україну» (реж. Ростислав Держипільський) влаштував тур містами Західної України (Хмельницький, Чернівці, Кам’янець-Подільський, Львів, Івано-Франківськ, Мукачево, Ужгород). Розпочав роботу Національний академічний театр опери та балету України імені Тараса Шевченка, Київський академічний театр «Колесо», Київський академічний драматичний театр на Подолі, Одеський театр юного глядача ім. Юрія Олеші грає вистави в укритті. Національна спілка театральних діячів України разом з «ProEnglish Theatre» силами режисерів з США, Португалії, Польщі й України читає 9 нових п’єс про війну українською й англійською мовами, а Київський академічний театр «Золоті ворота» показує відеоверсію своєї вистави «Тату, ти мене любив?» покажуть на великих екранах (сеанси у мережі кінотеатрів «Multiplex»). Кравчині Дніпропетровського академічного обласного українського молодіжного театру відшили індивідуальну вишиванку, яку колектив презентував у День вишиванки в дитячому табору, в якому перебувають діти-переселенці із батьками з Харківщини та Донеччини, Миколаївський національний академічний український театр драми і музичної комедії відновив репетиції та постановки нових робіт, театральна група «ROFL Monkey Lalala» презентує перформативне читання текстів проекту #ukrwarbody за щоденниками тілесності. Харківський театр ляльок впродовж травня й червня грає вистави для дітей з окупованих чи небезпечних територій в різних населених пунктах Харківської області.
На підтримку окупованого Херсона, Херсонський обласний академічний музично-драматичний театр імені Миколи Куліша оголосив про проведення XXIV Міжнародного театрального фестивалю «Мельпомена Таврії» з 10 по 19 червня 2022 року. Фестиваль, який протягом 24 років існування жодного разу не переносився, навіть під час пандемії коронавіруса, планується до проведення й воєнного року. Станом на травень, зголосилися до участі 26 театрів у тому числі із України (Хмельницький, Житомир, Дніпро, Кривий Ріг, Коломия, Івано-Франківськ, Львів, Київ), Румунії, Грузії, Польщі, Португалії, Туреччини. Тим часом з боку влади окупантів почали з'являтися повідомлення про призначення на керівну посаду Херсонського обласного академічного музично-драматичного театру ім. Миколи Куліша працівника закладу — охоронця Валерія Шелудько.
Херсонський обласний театр ляльок, у складі директора Віктора Гаврилюк та акторка Валерія Липа, через погрози, змушені були покинути Херсон на початку травня, та переїхали до Коломиї.
Митці за кордоном беруть участь у творчих резиденціях, готують та випускають нові проєкти: режисерка Харківського драматичного театру ім. Олександра Пушкіна Ольга Турутя-Прасолова в Португалії тощо.
20 травня до захопленого російською армією Маріуполя у компанії Андрія Турчака приїхав художній друк московського Театру націй Євген Миронов. Актори зіграли в селищі під Маріуполем дитячу виставу «Обережно, ельфи», а Миронов, за формулюванням газети «Комсомольская правда», «переосмислював події, що відбуваються в Україні».

#### Червень
Фаза роботи із благодійними фондами вийшла зокрема на рівень мікродонатів. Проєкт Ярослави Кравченко «Всі по 10» зібрав свій перший мільйон протягом місяця.
Червень розпочався підвищеною увагою для дитячого глядача до щорічного Дня захисту дітей. Театри організували спеціальні заходи (Криворізький міський академічний театр музично-пластичних мистецтв «Академія руху» та інші), виїздні вистави грає Полтавський академічний обласний театр ляльок, театри ляльок випустили до дати прем'єри вистав. Одеський академічний український музично-драматичний театр імені В. Василька відвідав із гастролями Рівне, де на сцені Рівненського обласного академічного українського музично-драматичного театру показали свою прем'єрну виставу «Саша, винеси сміття!» (реж. Максим Голенко). Тривають читки п'єс («Ми готові до війни» Олександра Середіна тощо).
З 10 червня розпочав свою роботу XXIV Міжнародний театральний фестиваль «Мельпомена Таврії». Майданчиком для відкриття та урочистих подій естивалю виступила Львівська опера. Фестивальні події відбулися у багатьох містах України (на власному майданчику зіграв виставу «Співи сонця і тіні» Криворізький театр «Академія руху», у Дніпрі зіграли виставу «Лісова пісня» Дніпровський академічний театр драми і комедії та «Хто я?» Луганський обласний академічний український музично-драматичний театр, який евакуйовано до Дніпра, у Вінниці до фестивалю відновили харківську виставу «Хлібне перемир'я» за участі акторів Харківського академічного українського драматичного театру ім. Тараса Шевченка, Вінницького обласного академічного українського музично-драматичного театру ім. Миколи Садовського та Вінницького академічного обласного театру ляльок) та по всьому світу (Чехія, США, Японія).
З 3 червня відновив роботу Київський національний академічний Молодий театр, 11 червня — Київська опера (у театрі з'явилася сцена-укриття), 18 червня свою першу прем'єрою з початку повномасштабного російського вторгнення показав у Запоріжжі муніципальний театр-лабораторія «Vie» («Міністерство освіти та науки України» за п'єсою Анастасії Косодій), 19 червня — Київський академічний театр юного глядача на Липках , десять вистав в червні відіграв київський Театр на Михайлівській. Миколаївський академічний художній драматичний театр продовжує працювати у гастрольному режимі на майданчиках бомбосховищ тощо. Перший театр відновив покази вистав та готує прем'єри. Донецький академічний обласний драматичний театр готує до прем'єру першу виставу відновленого періоду — колектив в Ужгороді працює над виставою про Василя Стуса. Показ вистав відбувається із перериванням під час повітряної тривоги.
Деякі з театрів змогли підбити підсумки та закрити театральний сезон: Закарпатський обласний театр ляльок «Бавка» (26 червня), Львівський національний академічний театр опери та балету імені Соломії Крушельницької. Символічне закриття 100-го сезону Харківського академічного українського драматичного театру ім. Тараса Шевченка відбулося виставою «Хлібне перемир'я» Олександра Ковшуна, яку зіграли у Вінниці (2 липня). Закарпатський академічний обласний український музично-драматичний театр імені братів Юрія-Августина та Євгена Шерегіїв закрив 76-й театральний сезон виставою великої сцени «Про що плачуть верби» за п'єсою Івана Карпенка-Карого (3 липня). Свою першу прем'єру з часу провномасштабного вторгнення, музичний перформанс «Imperium delendum est» у постановці Дмитра Захоженка, Львівський академічний драматичний театр ім. Лесі Українки випустив 22 червня.
Відреставрована будівля театру у Сєвєродонецьку була цілеспрямовано обстріляна окупантами.

#### Липень
Частина театрів продовжує грати вистави, зокрема театр «Silentium» (м. Калуш) свою пластичну виставу «Добромісяці» грає у Народному домі «Просвіта». За кордоном відбуваються читки п'єс українських авторів («Коты-біженці» Людмили Тимошенко та Марини Смілянець на ресурсах Латвійської продюсерської компанії KATLZ).
Від традиційних літніх «канікул» відмовилися в Національній опері України. Закрили сезони та підбили підсумки Національний академічний драматичний театр імені Івана Франка, Закарпатський академічний обласний український музично-драматичний театр імені братів Юрія-Августина та Євгена Шерегіїв та інші.
З 7 липня розпочав роботу театральний фестиваль The Festival d'Avignon. Напередодні розгорівся скандал з причини запрошеного російського режисера Кирила Серебреннікова, де його постановка за маловідомою повістю Антона Чехова «Чорний чернець» відкрила фестиваль на сцені Папського палацу. Проте, особливістю події цього року стала програма «Ukrainian Pavilion» (кураторами програми «Pavillons du Futur» в рамках Avignon La Manufacture off-festival виступили Фредерік Поті, Вероніка Склярова, Анастасія Гайшенець та Паскаль Кесьєр), яка пройшла в рамках фестивалю, й де взяли участь три українські вистави: «Rad Room» від команди «Totem Dance Group», постдокументальний театральний проєкт «Н-effect» Рози Сакрісян і Йоанни Віховської, опера «Чорнобильдорф» Романа Григоріва та Іллі Разумейка, документальні проєкти «МИ» Сашка Брами та «Крим. 5 ранку», вистава «людина?…» та «Imperium delendum est» Дмитра Захоженка. Зіграли виставу «Imperium delendum est» на основній сцені Avignon Off Festival — La Manufacture. Український театр був вперше представлений на цьому фестивалі у рамках програми Ukrainian Pavilion. На закритті фестивалю 26 липня в офіційній програмі взяли участь «Dakh Daughters», які вже кілька місяців поспіль перебувають у європейському турі на підтримку України.
Свою першу виставу готує відновлений Донецький академічний обласний драматичний театр, артистів якого було евакуйовано з Маріуполя до Ужгорода. Роботу розпочато з вистави «Крик нації» про життя і долю Василя Стуса за п'єсою Людмили Колосович, Олени Білої та акторів театру у постановці Людмила Колосович. Про Маріуполь говорять театральною мовою й інші колективи з самого міста. Театр авторської п'єси «Концепція» в Києві 28 липня представив виставу за документальними подіями «Обличчя кольору війна» у постановці художнього керівника і режисер театру Олексія Гнатюка. Прем'єра «Я норм» відбулася 1 липня у Харківському театрі ляльок — вистава для підлітків та дорослих про друзів-одинадцятикласників, які переживають перші дні вторгнення в Бучі, за п'єсою Ніни Захоженко.
Директором-художнім керівником Сумського національного академічного театру драми та музичної комедії ім. М. С. Щепкіна керівника Луганського театру Сергія Дорофеєва, а згодом й про те, що й сам театр працюватиме у Сумах.
На «відновлення» Херсонського обласного академічного музично-драматичного театру ім. Миколи Куліша в окупованому Херсоні запросили російського актора Сергій Гармаш, який народився в Херсоні, а 2008 року став Почесним громадянином Херсона. Призначеним на посаду керівника Херсонського муздрам театру окупантською владою став Валерій Шелудько. Перше відео інтерв'ю із новопризначенцем поширила на своїй сторінці в соцмережі акторка Олена Хохлаткіна.

#### Серпень
Київський актор Мартін Філдман (Віктор Стороженко) отримав серйозне поранення на Донеччині, й потрапив до лікарні.
Київський академічний театр юного глядача на Липках надає можливість побачити вистави тим, хто через стан здоров’я не може відвідати театр — актори грають свою репертуарну виставу «Догоридригом» у НДСЛ «Охматдит» для дітей. Антрепризні вистави гастролюють країною.
Українські митці працюють за кордоном. Київський актор і режисер Юрій Радіонов 4 серпня представив прем'єру моновистави «Земля Укрів» у виконанні Шорени Шонії-Радіонової в Манчестері), у Гельсінкі пройшли Дні українського мистецтва (організатор — Ігор Фрей), куди запрошені учасники з України, Польщі та Естонії (виставу «Це все вона» зіграли Римма Зюбіна та Олег Коркушко. Серед культурно-мистецьких заходів Польщі протягом серпня — чимало ініціатив, які просувають українську культуру (Тиждень українського мистецтва в Познані від 24 серпня до 3 вересня), III Skovoroda Fest — фестиваль мультикультурної інтеграції, організований Фундацією Україна у Вроцлаві (24 серпня), до 19-ліття Театрального інституту ім. Збіґнєва Рашевського у Варшаві запрошені українські митці — моновистава «Річард після Річарда від львівського «Театру у кошику», реж. Ірина Волицька; у концерті просто неба бере участь акторка Львівського академічного театру імені Леся Курбаса та учасниця гурту «Курбаси» Наталка Рибка-Пархоменко (27 серпня). Львівський академічний драматичний театр імені Лесі Українки відвідав International Theatre Festival RETROPERSPEKTYWY 2022 (Лодзь, Польща) з виставою «Imperium delendum est».
Українські митці працюють в середині країни. Театри закривають старі та відкривають нові сезони. Миколаївський обласний театр ляльок закриття театрального сезону провів онлайн 27 та 28 серпня — відкрив доступ до перегляду останньої прем'єри сезону «Цирк братця Кролика» (реж. Гліб Тюпін) та підбив підсумки 51-го сезону. Театр «ДраміКом» (Дніпро) 5 серпня розпочав свій третій «Оксамитовий сезон», в рамках якого заплановано 37 подій. З 6 серпня виставою «Кефір, зефір і кашемір» відкрив ювілейний 25-й сезон київський Театр на Михайлівській, від 7 серпня починає працювати театр «Сонечко» (відкрилися виставою «Канікули у великому місті»). Також від 7 серпня розпочав роботу Одеський академічний театр музичної комедії імені М. Водяного — протягом серпня в репертуарі концерт «Наша сила — наша пісня» та музична комедія «За двома зайцями». Івано-Франківський національний академічний обласний музично-драматичний театр імені Івана Франка 14 серпня розпочинає 84-й театральний сезон з благодійного показу мистецького проєкту «Бій за Україну» у місті Тернопіль, на рідній сцені в Івано-Франківську — 16 серпня, 24 серпня «Бій за Україну» — на горі Піп Іван. З 12 серпня відновлює показ вистав Сумський національний академічний театр драми та музичної комедії імені М. С. Щепкіна. Свій 103-й сезон Національний академічний драматичний театр імені Івана Франка розпочинає виставами Дмитра Богомазова (14-го — «Morituri te salutant» на камерній сцені, 23-го — «Украдене щастя» на основній). Ювілейний 35-й сезон Львівський академічний театр імені Леся Курбаса відкриває 19 серпня виставою «Амнезія, або маленькі подружні злочини». Виставою «Вій 2.0» відкрив 20 серпня 92-й сезон Хмельницький обласний український музично-драматичний театр імені Михайла Старицького. Про роботу українських хореографів під час війни «The New York Times» (Ганна Виноградова, Микита Бей-Кравченко, Кристина Шишкарьова, Ярослав Кайнар, Віктор Рубан).
Донецький академічний обласний драматичний театр вивіз свою виставу «Крик нації» на гастролі до Хуста, Львова, Кракова.
Протягом серпня з'являються одразу два огляди театральних вистав. В рубриці «Гід» «The Village» збирає вистави різних років на тему війни («Погані дороги», «Саша, винеси сміття» та «Спроба любити» Тамари Трунової, «Обличчя кольору війна» Олексія Гнатюка, «Сірі бджоли» Віталія Малахова, «Покоління Пепсі», «Реконструкція», «Я, війна і пластикова граната», «Цап-ка-цап» Андрія Білоуса, «Війна» Давида Петросяна, «7’я», «Кураж» Олексія Скляренка, «Україна в огні», «Двоє»). «Театрально-концертний Київ» зосередився на зборі знакових прем'єр, які відбулися з 24 лютого («Саша, винеси сміття» Максима Голенка, «Бій за Україну» Ростислава Держипільського, «Крик нації» Людмили Колосович, «Карпатський Раж» Дмитра Леончика, «Ми з України» проєкт сценічних читань Київського театру ім. Лесі Украінки, «Тіні забутих предків» Романа Козака, «Цап-ка-Цап» Андрія Білоуса, «Калігула» Івана Уривського, «Imperium delenda» («Імперія має впасти») Дмитра Захоженка, «Обличчя кольору війни» Олексія Гнатюка, «Куди я з вами не піду» Григорія Манукова, «З цією виставою щось не так» Емі Марчант, «Безіменна Зірка» Євгена Лунченко, «Зальот» Юрія Радіонова.

##### Театральні скандали
Громадське обурення викликала поява в серпневому репертуарі Одеського національного академічного театру опери та балету балета «Маскарад» за мотивами однойменної драми російського поета Михайла Лермонтова на музику радянського композитора Арама Хачатуряна. Увечері 17 серпня театр повідомив про відміну запланованого показу на 19 серпня.
Черговий скандал стався навколо повідомлення про виставу «Майстер та Маргарита» у постановці Валерія Беляковича 15 жовтня у Празі (Чехія), де українські актори мають її грати російською мовою. В епіцентрі скандалу опинилася Ольга Сумська.
Нова фаза скандальної історії навколо «захоплення влади» у Київського академічного театру ляльок настала після опублікованого інтерв'ю директора — художнього керівника Ігоря Гулого порталу «Театрально-концертний Київ» від 12 серпня. Реакцією на нього став розлогий коментар на сторінках того самого видання, який дав актор театру Роман Молодій від імені колективу.

##### День Незалежності України
Виходячи з підвищеної загрози до Дня Незалежності України з боку країни-агресора, проведення масових заходів скасовано, заплановані вистави — перенесені.
Миколаївський академічний художній драматичний театр 25 серпня відкрив сцену в укритті, де першою виставою показав театралізовану концертну програму «Україна переможе» (реж. Віктор Мозговий) Митці виходили в етери із оглядом поточної ситуації та візією майбутнього країни та мистецтва (Люба Липовська тощо).

#### Вересень
Відкриття сезонів. На початку вересня відкрив 155-й сезон Національний академічний театр опери та балету України імені Тараса Шевченка. Київський академічний театр драми і комедії на лівому березі Дніпра сезон відкрив комедією «З цією виставою щось не так» в Ризі (на сцені театру Дайлес), з 10 вересня — вистави й на київській сцені театру. Також 1 вересня відкрив свій 44-й сезон Київський національний академічний Молодий театр. Прем'єрою вистави «Дякую» розпочав роботу 4 вересня Київський академічний театр «Золоті ворота». Вінницький обласний академічний український музично-драматичний театр імені Миколи Садовського відкрив 89-й сезон рок-оперою «Біла ворона» 8 вересня, 35-й сезон Київська академічна майстерня театрального мистецтва «Сузір'я» розпочинає 10 вересня виставою «Куди я з вами не піду», 76-й сезон Мукачівського драматичного театра розпочинається 11 вересня казкою «Жила-була Сироїжка» (реж. Тетяна Курта) та комедією «Дівич-вечір, або Як ти там?"» (реж. Кирило Душин), 92-й театральний сезон Чернівецький музично-драматичний театр імені Ольги Кобилянської відкрив 15 вересня драматичною поемою «Ніч на полонині» Олександра Олеся, 17 вересня 88-й сезон традиційним гала-концертом відкрив Київський національний академічний театр оперети.
Під час візиту Олени Зеленської до Нью-Йорку, відбулася її зустріч із генеральним директором Метрополітен-опера Пітером Гелбом і його дружиною, диригенткою Кері-Лінн Вілсон. За підсумками зустрічі було обговорено декілька спільних з Метрополітен-опера проєктів, зокрема замовлення й написання опери та започаткування регулярної програми стажувань для українських фахівців з оперної сфери.
Від ракетного удару ракетою С-300 постраждала будівля Миколаївського академічного художнього драматичного театру.

##### Альтернативні театральні майданчики
Ініціативна група активних криворіжців Павла Осікова та Дениса Чигірьова обладнала бомбосховище у Кривому Розі під арт-прострі. Театральні вистави, музичні та поетичні вечори організовуються у сховищу під землею. Затишну атмосферу у сховищі «Бомбік» створила криворіжанка Світлана Остапчук.

##### Театральні скандали
Скандал розгорівся навколо припинення контракту із актором Національного академічного українського драматичного театру ім. Марії Заньковецької Андрієм Сніцарчуком, який служить у лавах 103-ї окремої бригади Сил територіальної оборони ЗСУ.
Під час прес-конференцію 19 вересня 2022 року в «Укрінформі» Геннадій Яворовський, заступник директора Департаменту культури КМДА — начальник управління економіки та фінансів заявив про низку незаконних схеми в культурній сфері столиці, зокрема йшлося про проведення арендних заходів у приміщеннях Малій опері, гроші з яких за документами не показуються, Київський національний академічний театр оперети, в якому нараховуються «мертві душі» та під час військово часу використовують гастролі для виїзду за кордон чоловіків призовного віку.
На сесії Харківської обласної ради 20 вересня депутати провалили голосування за перейменування Харківського академічного російського драматичного театру ім. Олександра Пушкіна: не зібрали потрібної кількості голосів ані пропозиція вилучити з назви театру слово «російський», ані «російський» та «Пушкіна».

#### Жовтень
Відновив репетиції Харківський академічний російський драматичний театр імені О. С. Пушкіна. Першу прем'єру воєнну прем'єру представив в Києві Херсонський обласний академічний музично-драматичний театр імені Миколи Куліша. Свій 52-й сезон Херсонський обласний театр ляльок відкрив у місті Коломия. Зіграти дитячу виставу «Дуже невихований кіт» стало можливим завдячуючи прихистку Коломийського драматеатру та декораціям від Рівненського театру ляльок.
Гастролі Україною втіли Херсонський обласний академічний музично-драматичний театр імені Миколи Куліша — відновлену моновиставу показали у Миколаєві, Одесі. Проєкти воєнного часу реалізовує львівська «Галереї сценографії». Концерт «Музичні мости Литва — Україна» відбувся 15 жовтня у Паневежисі в рамках спільного проєкту Музичного театру м. Паневежис та Вінницького обласного академічного українського музично-драматичного театру ім. Миколи Садовського.
У пішохідний тур зі Львова до Харкова 20 жовтня вирушив актор харківського «Театру 19» Микола Михальченко, для збору гроші для медичного добровольчого батальйону «Госпітальєри».
Протягом місяця стало відомо про те, що залишають керівні посади очільниця Київського академічного театру «Золоті ворота» Ксенія Ромашенко (19 жовтня), керівник Київського академічного театру драми і комедії на лівому березі Дніпра Станіслав Жирков (21 жовтня).
Львівський академічний драматичний театр імені Лесі Українки відвідав з гастролями французькі національні театри і провів три покази вистави «Imperium delendum est» у містах Віллербанн, Сент-Етьєн та Валанс у рамках спеціальної програми Contre-Sens («Хибне тлумачення») одного з найбільших театральних фестивалів Франції Sens Interdits («Заборонені сенси»). Ця спецпрограма є оперативною реакцією фестивалю на повномасштабне вторгнення Росії в Україну. З цією ж виставою театр відвідав фестиваль URBANG! Festival 2022 у Кельн (Німеччина).
У VI Міжнародному театральному фестивалі «Напрямок — Схід» (Білосток), який орієнтується на культуру пограниччя, взяли участь театри з України, Литви, Білорусі, Македонії та Вірменії. Представники від України — вистава «Клас» (реж. Стас Жирков, Київський академічний театр драми і комедії на лівому березі Дніпра), «Ін-Ші» (реж. Андра Каваліускайте, Київський академічний театр «Золоті ворота»).
Представники театрів Одеси взяли участь у заході «Ukraine Media Center Odesa», де обговорили питання «Як театральне мистецтво переосмислює російсько-українську війну». Участь в обговоренні взяли Юрій Ющенко (керівник літературної частини Одеського академічного театру ляльок), Лілія Штекель (керівник літературно-драматургічної частини Одеського театру юного глядача імені Юрія Олеші), Валерія Федотова (режисерка Українського театру, Тетяна Орел (керівник відділу реклами та зв'язків з громадськістю ОАТМК ім.М.Водяного), Ігор Чернецький (диригент Одеського театру опери і балету), Олена Шаврук (представник Театру Перуцького), та в режимі онлайн долучився Олег Шевчук (актор і режисер «Театру на Чайній»).

##### Театральні скандали
За результатами перевірки, державна аудиторська служба виявила неефективне управління та витрату коштів Національного театру імені Марії Заньковецької, зокрема, включення до репертуару театру високобюджетних театральних заходів, без проведення належної оцінки глядацького попиту, призвело до неефективних витрат підприємства в сумі 433,9 тис. гривень.
Розпорядженням голови Чернівецької обласної ради Олексія Бойко про перевірку діяльності обласного музично-драматичного театру імені Ольги Кобилянської та аналіз ефективність роботи керівника установи, 25 жовтня відсторонено від обов’язків директора Юрія Марчака (виконуючим обов'язки признаено екс-очільника Центру Миколайчука Івана Бутняка).
Повідомили про 18 звільнених акторів Миколаївського академічного художнього драматичногь театру.
Василь Крутчак на каналі «Ісландія» опублікував розслідування, згідно якого пояснюються противоборні механізми, які унеможливлюють перейменування Національної музичної академії України ім. Петра Чайковського.

#### Листопад
В світлі звільнення Херсона від окупантів, Херсонський обласний академічний музично-драматичний театр імені Миколи Куліша заявив про плани щодо відновлення роботи одразу, коли це стане безпечно.
Івано-Франківський національний академічний обласний музично-драматичний театр імені Івана Франка став партнером створеної «Станіславської школи психотерапевтичних мистецтв», яка об'єднала психотерапію та мистецтво, та націлена на зміцнення позицій психіатрії у суспільстві та розширенні інструментарія подолання травми війни.
Львівський академічний драматичний театр імені Лесі Українки з виставою «Imperium delendum est» відвідав ХХХІІ Romanian National Theatre Festival (FNT) у Бухаресті (Румунія), взяв участь у фестивалі European Theatre Convention (ETC)]. Також у театрі з 21 листопада почав функціонувати пункт Незламності.
Театри прилаштовуються під графік відключення світла. Бувають випадки, коли актори продовжують грати й після відключення.

##### Театральні скандали
Видання «Київ Влада» 30 листопада публікує матеріал за назвою «На межі знищення: Театр на лівому березі Дніпра потерпає через свого (екс)керівника Жиркова» за авторством Аннабелли Моріної, в якому викладається шлях театру з моменту зміни керівництва 2019 року й до часу його роботи під час вторгнення. Матеріал підкріплено листом-зверненням до начальника Київської міської військової адміністрації Сергія Попка за підписом головного художника Театру на Лівому березі Юрія Ларіонова, художниці Х. Корабєльникової, народного артиста Олександра Ганноченка, Анатолія Ященка, Лева Сомова та акторів Володимира Кукуюка та Костянтина Костишина. Публікація спричинила широке обговорення в спільноті, більшість з яких зводилося до того, що матеріал є  маніпулятивним, й при цьому обговорюючи розділилися на захісників нового керівництва та бажаючих повернення у минулє. Колектив театру вийшов зі зверненням до Департаменту культури КМДА із проханням про призначення на посаду виконуючого обов'язки директора-художнього керівника Олесі Жураківської. У грудні вийшов наступний матеріал тієї ж авторки на тому ж порталі, який складається з матеріалів, що циркулювали у 2021 році навколо конкурсу Київського академічного театру юного глядача на Липках.

#### Грудень
Миколаївський академічний художній драматичний театр 1 грудня відмітив 100-річчям створення основної пересувної театральної трупи, яка згодом переросла в стаціонарний художній театр м. Миколаєва.  На честь дати відбулося погашення поштової марки, присвяченої ювілею колективу театру. З нагоди ювілея театр здійснив міні гастрольний тур до Одеси та Кропивницького.
6 грудня Львівський академічний драматичний театр імені Лесі Українки провів публічний благодійний аукціон для збору коштів на два дрони для ССО (проєкт отримав назву «Алярм».
У прифронтовому Херсоні, який продовжують обстрілювати, Херсонський обласний академічний музично-драматичний театр імені Миколи Куліша відкрив творчій хаб в укритті. Першими гостями стала команда «VIDLIK PROJECTS»  у складі музикантів Стаса Корольова та Антона Слєпакова. Київський національний академічний театр оперети провів благодійний концерт «Об’єднані заради Перемоги».
Лондонський театр «Фінбороу» став першим іноземним театром, який виступає в Україні після вторгнення. В Києві показали виставу за п'єсою «Кицька на спогад про темінь» Неди Нежданої.

##### Театральні скандали
26 грудня відбулися збори Національної музичної академії України ім. Петра Чайковського, за рішенням яких академія залишила у назві ім'я Чайковського.

### 2023

#### Лютий
На лютень 2023 року про відновлення роботи заявили Харківський державний академічний театр ляльок імені В. А. Афанасьєва та київський «Дикий Театр».

##### Річниця вторгнення
Національний центр театрального мистецтва ім. Леся Курбаса підготував арт-тиждень «Лютий лютий 2014-2023», який проходить з 20 по 26 лютого у Києві, у програмі якого арт-проєкт «Ми обираємо Березіль» (фотовиставка «Курбасівці на війні», «Ми на відстані, але серцем з Україною», презентація фільмів та світлин «Рік на війні. Пригоди Бандери та Грушевського, або неймовірні історії волонтерства» від режисера та волонтера Олексія Орлова, презентація проєкту антології п’єс «Неназвана війна», прем’єра вистави «Несподівано тихо», вистава-терапія «Світанок».
24 лютого 2023 року театри Монреалю (Канада) за ініціативи драматурга Мішеля Марка Бушара десяток театрів беруть участь у події, яка відбудеться перед виставами — читання уривків з п'єси «Словник емоцій у часи війни», написаної у березні 2022 року українкою Оленою Астасьєвою.
До річниці вторгнення Херсонський обласний академічний музично-драматичний театр імені Миколи Куліша презентував відеокнигу «Незламна Херсонщина» з віршами сучасних авторів про війну. До проєкту долучилися актори Тетяна Проворова, Руслан Вишнивецький, Олександра Тарновська, Ольга Бойцова, Олена Пасько, Вадим Гнідаш, Андрій Клочко, Наталя Вишневська, Тетяна Мисак, Євгеній Карнаух та Ольга Марфіна.
Власні підсумки річниці вторгнення підбили театри: Дніпровський академічний театр драми і комедії, звіт під заголовком «Рік боротьби» опублікувала Національна спілка театральних діячів України. «УНІАН» випустив матеріал з оглядом загиблиз з числа відомих артистів, низку інтерв'ю дав Богдан Струтинський.

#### Березень
В дні навколо 16 березня, основною медійною темою став Донецький академічний обласний драматичний театр у Маріуполі, річницю знищення якого відмітили пам'ятними заходами, пройшов круглий стіл на тему «Культурна деокупація: Театр. Культурний код Маріуполя» (Український кризовий медіа-центр), лекцію на тему «Ренесанс маріупольського театру» у простірі «kvARTa» (м. Кривий Ріг) провів засновник порталу «Театральна риболовля» Сергій Винниченко.

##### Всесвітній день театру(27 березня 2023 року)
Національна спілка театральних діячів України опублікувала петицію на захист української театральної культури із закликом до міжнародних
З'являються рефлексії за підсумками року вторгнення (драматургиня Любов Ільницька тощо).

#### Квітень
8 квітня Кропивницький академічний український музично-драматичний театр імені М. Л. Кропивницького та Херсонський обласний академічний музично-драматичний театр імені Миколи Куліша у Кропивницькому підписали меморандум про співпрацю, відповідно до якого «сторони заохочуються одне одним розвивати взаємовигідні форми співробітництва та співпраці у сфері театрального мистецтва».

#### Червень
З моменту підриву Каховської ГЕС Херсонського музично-драматичного театру ім. Миколи Куліша перетворився на волонтервський хаб, куди звозять необхідну допомогу та матеріали. Й попри все херсонці продовжують мистецьке життя: закривають сезон (23-24 червня), гастролюють (липень), готують прем'єри («Сам собі країна» за текстами Андрія Кузьменка «Скрябіна», «Заборонений» у співпраці з Кропивницьким академічним українським музично-драматичним театром ім. Марка Кропивницького).

#### Серпень
19 серпня у наслідку ракетного удару по Чернігівському обласному академічному українському музично-драматичному театру ім. Тараса Шевченка, було зруйновано дах будівлі.

### 2024

##### Листопад
На 19 листопада 2024 року припала дата 1000 днів повномасштабного вторгнення, що стало певним підбиттям проміжного підсумку в хронології війни, яка триває з 2014 року. Театри України присвятили цій даті свої події. Національний академічний драматичний театр імені Лесі Українки зробив підсумок у вигляді календаря визначних подій цього періоду, Національний академічний український драматичний театр імені Марії Заньковецької спільно із «Театром Ветеранів» провели читку п'єси «Військова мама» Аліни Сарнацької, яку театр взяв до постановки в сезоні 2025/2026. «Суспільне Культура» вийшло із матеріалим «1000 днів війни у цифрах для культури».

## Події

### Культурний бойкот
Вже 24 лютого 2022 року розпочався активний супротив всьому, що має відношення до держави-агресорки. Бачення ситуації викладає драматургиня Неда Неждана. «UA: Культура» запустив проект «Братства нема — не було, немає і не буде», в рамках якого представники творчих і культурних індустрій України пояснюють у своїх колонках, як Росія роками (або навіть століттями) намагається знищити українську ідентичність (матеріали публікуються двомовно: українською та англійською).
Протягом тижня, один за одним позбавилися слова «російський» з назви своїх інтернет-ресурсів чотири українських театри, де воно до того ще залишалося. Рішенням колективу Миколаївського драматичного театру, зміна відбулася одразу 24 лютого: першим кроком оновили назви інтернет-ресурсів та запустили процес підготовки документи для юридичної фіксації змін органом управління та депутатами обласної ради. Заява про зміну назви Національного драматичного театру ім. Лесі Українки з'явилася на ресурсах театру 28 лютого за підписом генерального директора — художнього керівника Михайла Резніковича. Аналогічні заяви опублікували 1 березня Харківський державний академічний драматичний театр імені О. С. Пушкіна та 2 березня Одеський обласний академічний драматичний театр. Документально процес зміни назв тривав певний час. Оновлена назва Миколаївський академічний художній драматичний театр без слова «російський» вступила в дію 28 липня 2022 року. Юридичної зміни назви не відбулося у театрі Харкова, де на сесії облради 20 вересня було «провалено» обидві пропозиції (без російського, або без російського і Пушкіна), а на засідання 1 грудня таке питання навіть не потрапило до порядку денного.
У перший день вторгнення директор — художній керівник Київського національного академічного Молодого театру Андрій Білоус видав наказ про зняття з репертуару 13 вистав за російськими авторами (Грибоєдов, Платонов, Чехов, Бунін, Купрін), були зупинені роботи ще над двома майже готовими до випуску постановками. Наказ про припинення підготовки акторів для російськомовних театрів від 25 березня вийшов по Київському національному університету театру, кіно і телебачення ім. Івана Карпенка-Карого. З репертуару Національного академічного драматичного театру ім. Івана Франка зникли вистави «Ліс» за Олександром Островським, «Ідіот» та «Брати Карамазови» за Достоєвським.
З першого дня російського вторгнення в Україну загострилася увага до митців, які працюють із російськими інституціями, які не висказалися з осудом режиму. Так, питання про звільнення з посади режисера Вільнюського малого театру Рімаса Тумінаса, у зв'язку з його роботою у московському театрі ім. Є. Вахтангова вже 24 лютого поставив міністр культури Литви Сімонас Кайріс. Валерію Гергієву, художньому керівникові Маріїнського театру 25 лютого було відмовлено в участі у концерті «Карнеґі-хол» (Нью-Йорк), а 1 березня Гергієва усунули з посади головного диригента та художнього керівника Мюнхенського філармонічного оркестру. Міжнародний конкурс імені Петра Чайковського виключили з Всесвітньої федерації міжнародних музичних конкурсів.
Директорка «Мистецького Арсеналу» Олеся Островська-Люта в англомовному тексті на сторінках «Лівого берегу» зробила спробу розібратися в основних тезах вимог та відкритих листів з боку діячів української культурної, академічної та взагалі інтелектуальної сцени.
Всередині Російської федерації фіксується осуд та гоніння на тих представників культури, які засудили війну. Зокрема, голова Спілки театральних діячів Російської Федерації Олександр Калягін про від'їзд Чулпан Хаматової до Литви, визначив такий вчинок як непристойний жест актриси: «Актори — емоційні люди, творчі, я тільки цим можу цей крок по-справжньому виправдати. Але взагалі це непристойно — залишати країну, коли країні важко, коли вона, можливо, найбільше потребує тебе. Я нікого не лаю і не лаятиму, не вішатиму ярликів… Це особиста справа Хаматової. Але… непристойно. Іншого слова не можу підібрати».
Окремий фронт розгорнувся навколо байкотування російської культури. Асоціація кіноіндустрії України закликала до бойкоту російського кіно. Широкого розголосу набув текст Олени Пшеничної «На питання „А великая русская культура то в чем виновата?“ — у мене є відповідь». Заклик щодо призупинення співпраці з Росією і популяризації російського мистецтва опублікував Український інститут, відкритий лист видала музикознавча спільнота України, позицію щодо припинення культурного діалогу з агресором сформуліювало Міністерство культури та інформаційної політики України. До створення Культурної доктрини України закликала Ольга Стельмашевська зі сторінок часопису «День».
Початок квітня ознаменувався «Пушкінопадом» — знесенням пам'ятників діячам російської культури, ініціативами з перейменування топонімів (розпочалася дискусія щодо усвідомлення ролі митців вихідців з України, які увійшли у російську культуру — Михайло Булгаков). В Івано-Франківську зникли вулиці Толстого, Достоєвського, Чехова, Некрасова, Лермонтова, Добролюбова, Менделєєва, Рєпіна, Глінки, Чайковського, натомість з’явилися Герої Волновахи, Києва, Маріуполя, Миколаєва, Охтирки, Попасної, Харкова, Херсон, Чернігова. Одну з вулиць названо іменем акторки Віри Левицької. Ініціативи з перейменувать розпочато наседеними пунктами всієї країни. Група депутатів Верховної Ради 11 квітня подали нову редакцію проєкту Закону про внесення змін до деяких законів України щодо частки пісень державною мовою в музичних радіопрограмах і радіопередачах та заборони відтворення музичної продукції походження держави-агресора. Професор кафедри історії світової музики Олена Корчова звернулася із відкритим лист до колективу Національної музичної академії України ім. Петра Чайковського щодо її перейменування, відходячи від імені Петра Чайковського.

## Мистецькі проєкти під час війни

### Театр— дітям
Студенти театральних вишів самоорганізувалися у проєкт, де записують та викладають казки, вірші, колисанки у набравшому популярність телеграм-каналі «Павлуша і Ява» (засновник — актор Максим Яковлєв). 5 квітня відбувся запуск театрального онлайн-проєкту «Вартові казок», в рамках якого професійні лялькарі України читають українські народні та сучасні казки.

### Крос-жанри у театральних приміщеннях
Театральні приміщення, позбавлені можливості грати вистави, перекваліфікувалися на простори для спілкування та спільного ознайомлення із суміжними мистецькими жанрами. Перегляд кінострічок відбувався з квітня у Чернігівському музично-драматичному театрі ім. Тараса Шевченка. З квітня почав свою діяльність «Мистецький штаб» у Чернівцях, де на базі Культурно-мистецького центру ім. Миколайчука поряд із кінопоказами влаштовували показ театральних відеовистав (почали із «Поганих доріг» Тамари Трунової, та «Сталкерів» Стаса Жиркова із живим спілкуванням по перегляду із акторками вистави Ірмою Вітовською та Віталіною Біблів. Серія мистецьких вечірок під назвою «Vieчорниці» відбулися на базі Запорізького муніципального театру-лабораторія «Vie». Кінофестиваль у підвалі влаштували силами Миколаївського художнього драматичного театру. Фестиваль короткого метру «4 на 3» на підтримку ЗСУ та переселенців влаштовує з 13 по 15 вересня Івано-Франківський національний академічний обласний музично-драматичний театр імені Івана Франка.

### Львів
Митці з різних міст, які змушені були евакуюватися, та опинилися у Львові, на засадах об'єднання створили низку проєкті, серед яких читання драматургії, перформанси, музичні виступи (серія вуличних концертів #дешансонізація) та прем'єри абсолютно нових вистав. У такий спосіб Львів оголосили про створення українського Мистецького фронту. Прем'єра проєкту «Театр рятує» — перша вистава під назвою «Сонячне небо» — для реабілітації мам та дітей, які потрапили в стресову ситуацію через втрату дому та переселення (проєкт Ірини Запольської реалізовано у Львові митцями зі Львова, Харкова, Маріуполя, Запоріжжя, Києва при підтримці литовського театру «Dansema» та Біруте Банявічуте) відбулася 20 березня.
На площі перед Львівським театром опери та балету ім. Соломії Крушельницької французький художник монументального мистецтва JR створив перформанс для зйомок обкладинки журналу «Time».
Відбулися зйомки відеоарту для виступу Kalush Orchestra на «Євробаченні 2022» за участі театральної акторки та режисерки Олесі Галканової, очі та руки якої увійшли до відеопроєкції під час виступу колективу.
Київський режисер Михайло Урицький втілив читку п'єси «Намалюй мені літак» Еріка-Емманюеля Шмітта за участі акторів з Києва та Львова.

### Руйнування театральних споруд
Протягом широкомасштабного вторгнення зазнали пошкодження, або повне знищення ряд театральних будівль.
У результаті авіаударів по центру Харкова 1 березня 2022 року зафіксовано потрапляння в будівлі Харківської ОДА, Харківського театру опери та балету ім. Миколи Лисенка, Харківської філармонії та житлового масиву. Ушкоджено приміщення Харківського театру ляльок.
16 березня 2022 року російські війська нанесли авіаудар по Маріупольському театру – скинули надпотужну бомбу на Донецький академічний обласний драматичний театр (м. Маріуполь), у результаті чого було зруйновано центральну частину драмтеатру, уламками завалено вхід до бомбосховища, у якому перебували мешканці міста.
Окремі театри отримали зовнішній захист (Театр на Подолі).
У червні 2022-го відреставрована будівля театру Луганського обласного академічного українського музично-драматичного театру у Сєвєродонецьку була цілеспрямовано обстріляна окупантами.
В ніч проти 22 вересня 2022 року від ракетного удару ракетою С-300 постраждала будівля Миколаївського академічного художнього драматичного театру — пам'ятка архітектури XIX століття. Зруйновано ландшафтний театральний скверик, чавунні скульптури, пошкоджено внутрішній стан: вікна, кабінети, санвузли, швейний цех, музей, мала сцена, гримерні кімнати, повністю вибуховою хвилею пошкоджені вікна, двері й частково майно, яке було всередині.
В наслідку ракетного удару по Чернігівському обласному академічному українському музично-драматичному театру ім. Тараса Шевченка 19 серпня 2023 року було зруйновано дах будівлі.

### Театр в укритті
Миколаївський академічний художній драматичний театр 25 серпня 2022 року відкрив сцену в укритті, де першою виставою показав театралізовану концертну програму «Україна переможе» (реж. Віктор Мозговий), а музей театру доповнився новим тематичним стендом, посвяченим подіям після 24 лютого.
Проект «Театр в укритті» працює на базі Рівненського міського палацу дітей та молоді, де актори театральної лабораторії «ВідСутність» щотижня грають благодійні вистави в сховищі Палацу. Розпочали 3 квітня виставою «Коханець» за Гарольдом Пінтером, далі — 10 квітня — «Повернення або Баскетбол на двох» за п’єсою Юрія Паскара.
Серед героїв фотопроєкту «The New York Times» — «Citizens of Kyiv» були шеф-драматург Театру на лівому березі Павло Ар'є, артист балета Національної опери України Борис Яструб, акторка «Дикого театру» Анна Абрамьонок.
Кошти на приведення до ладу приміщення укриття — культурний хаб у бомбосховищі — у Запоріжжі приватний підприємець випустив обмежену кількість поштових марок.
Проєкту «Театр в укритті» реалізовано у Франківському драмтеатрі.
Арт-простір «Бомбік» відкрито у бомбосховищі в місті Кривий Ріг.
Сцену в укритті облаштували учасники театру-студії «Діалог» Калинівського технологічного фахового коледжу (м. Калинівка, Вінницька область). Облаштував укриття для глядачів Харківський дитячий театр «Тимур».

### Закордонні гастролі
- 7 квітня — Моновиставу «Едіт Піаф» української акторки Олену Дудич (Львівський обласний академічний музично-драматичний театр імені Юрія Дрогобича) зіграли у театрі SCENEN P (м. Стокгольм). Приймаюча сторона — Український театр в Швеції «МИ». Зібрані кошти передано на потреби новоприбулих біженців-українців[495];
- 11 квітня — Вистава «Dopis nezname» (Київський театр «Візаві») зіграли в Чехії[496]
- квітень — Гастролі вистави київського театру «SPLASH» «Украдене щастя» за п'єсою Івана Франка (реж. Гіо Пачкорія) відбулися протягом місяця у німецькому місті Вупперталь (покази 13, 14, 18, 21, 22, 23 квітня). Приймаюча сторона — театр «К4»[497][498][499]
- квітень — Харківський національний академічний театр опери та балету імені Миколи Лисенка виїхав із гастрольним туром до Литви із оперними та балетними виставами та гала-концертами в різних містах країни[500][501][502][503];
- 1 — 13 травня — Вистава «The Book of Sirens» ProEnglish Theatre (реж. Алекс Боровенський) в Іспанії (Більбао, Мадрид, Аранхуес, Аліканте);
- 2 травня — Вистава «Це дитя» Закарпатського обласного угорського драматичного театру (реж. Олег Мельничук) взяла участь у Міжнародному театральному фестивалі «МІТЕМ» у Національному театрі в Будапешті
- 23 травня — Оперу «Chornobyldorf» показали на відкритті O.Festival (м. Роттердам, Нідерланди). Восени показ має відбутися в Австрії, Англії та Болгарії[504][505];
- червень — Вистава «Погані дороги» Київського академічного театру драми і комедії на лівому березі Дніпра (реж. Тамара Трунова)[506][507]. Тур відбувається за графіком: 1 червня — Dailes Theatre Festival, Рига, Латвія; 9 червня — Vilniaus mažasis teatras, Вільнюс, Литва; 16 червня — TheATRIUM Festival, Клайпеда, Литва; 20 червня — The Komedie Theatre, Прага, Чехія; 24 червня — The Radikal Jung Festival, Мюнхен, Німеччина; 30 червня — Berliner Ensemble, Берлін, Німеччина. Низка театральних фестивалів Європи запросили постановку за п’єсою Наталки Ворожбит про війну між росією й Україною до участі в їхніх програмах[508][509][510].
- червень — Вистава «Що росте в парку» (КНУТКіТ ім. Івана Карпенка-Карого, реж. Катерина Лук'яненко) взяла участь у X Міжнародноve фестивалs лялькових шкіл PUPPETNOPUPPET (LALKANIELALKA) у м. Білосток (Польща)[511];
- серпень — Німецький тур вистави «The Book of Sirens» ProEnglish Theatre (реж. Алекс Боровенський) (Берлін, Кельн та Ганновер).
- світовий тур колективу «Український оркестр свободи» (Ukrainian Freedom Orchestra) до складу якого увійшли музиканти з Київської національної опери, Національного симфонічного оркестру України, Львівського філармонічного оркестру, Львівської національної опери, Харківської опери та інших українських колективів[512][513].
- листопад — Вистава «Фальшива нота» (Національний академічний драматичний театр імені Лесі Українки) в Лондоне[514].

### ЗМІ
- Радіо Культура запустило проєкт про актуальні новини культури, які є доречними у воєнному контексті «На часі. Культура» (ефіри щосуботи та щонеділі, ведучі — Ірина Славінська та Олена Гусейнова). В рамках передачі — документальний радіосеріал Неллі Даниленко, яка досліджує життя митців, що тримають культурний фронт у себе вдома, поки триває війна[515].

### Вебпроєкти
- Актриса Київського академічного театру «Золоті ворота» Віталіна Біблів в образі баби Наташі виходить у регулярний онлайн[404];
- Письменник Юрій Андрухович разом із діячами Івано-Франківського національного академічного театру ім. Івана Франка запустив проєкт з висвітлення історій вкрадених пісень[516];
- Студенти кафедри мистецтва театру ляльок Київського національного університету театру, кіно і телебачення ім. Івана Карпенка-Карого зробили власну лялькову версію військових подій[517];
- Актриса Національного академічного театру ім. Івана Франка Тетяна Міхіна розпочала відеопроєкт «SOS: Ми поруч» на Ютуб-каналі Штабу громадянської оборони SOS у Кам’янець-Подільському. Основне завдання — допомога людям, які постраждали від воєнних дій: біженцям, пораненим, військовослужбовцям та територіальній обороні. В кожному інтерв’ю розповідається про творчих українців, які живуть в реаліях війни та допомагають суспільству[518].
- Національний академічний драматичний театр імені Івана Франка започаткував проєкт «Поезія незламних» на основі віршів, народжених російсько-українською війною[519][520][521][522][523].
- Актор Віталій Салій озвучив відео, в якому творча команда художнього фільму «Я працюю на цвинтарі» екранізувала міську лірику — «…Цілую тебе, обіймаю, кохаю! Твій рідний Київ» — вірш Євгена Спіріна[524].
- 16 квітня — проєкт «Х** Войне. Украина. Письма с фронта» (читка)[525]
- 6 травня — Львівська опера презентує міжнародний благодійний проєкт TOGETHER WITH UKRAINE («Разом з Україною») — серія онлайн концертів відомих творів українських композиторів та світової класики[526]
- квітень — волонтерський аудіопроєкт «Хроніки підвалу» підготували Кафедра театрознавства та акторської майстерності факультету культури і мистецтв ЛНУ імені І. Франка спільно з Першим театром[527].
- Ініціативна група Lyatoshynsky-Club, Ukrainian Live Classic, Українського Інституту та Львівського Органного Залу створила проєкт зі збіркою нот українських композиторів для всього світу для виконання творів на підтримку України[528]
- Миколаївський обласний театр ляльок реалізував відео проєкт «Єдина країна» (16 епізодів), у якому актори, казкові герої, ляльки збираються і розповідають глядачам про цікавинки кожного регіону України[529][530]

### Щоденники війни
Про волонтерський штаб в тилу окупантів, який розгорнули в палаці культури смт Немішаєве Бородянського району Київської області, потрапляння в полон, розповіла акторка Київського академічного театру драми і комедії на лівому березі Дніпра Анастасія Пустовіт, яка два тижні провела в окупації, Віталіна Біблів — про проведені 33 дні в підвалі у селі Чайки Бучанського району неподалік Бучі. Як вибиралася з Маріуполя актриса Донецького академічного обласного драматичного театру Наталя Квятківська. Потенційний студент режисерського курсу Київського університет театру, кіно і телебачення ім. Карпенка-Карого розповів про переховування від мобілізації до війська «ДНР».
Актор Дмитро Чернов на своєму каналі в ютубі робить відеозамальовки «Щоденники недолугого окупанта», директорка «Дикого театру» Ярослава Кравченко разом із Олексієм Ковжуном започаткували youtube-щоденник війни «Говорить Київ», художниця–сценограф Ніка Хворостенко, яка лишилася в Харкові з першого дня війни вела графічний щоденник — у вітражній стилістиці щоденно в своєму інстаграмі викладає малюнки, що відповідали настрою дня. Свою історію для «MusiCures» розказав актор Київського академічного театру ляльок Вадим Доценко, для «Reporters» — заслужена артистка України, акторка Львівського академічного театру ім. Леся Курбаса Наталія Рибка-Пархоменко.

### Драматургія
Станом на 3 квітня 2022 року портал сучасної української драматургії UkrDramaHub опублікував збірку п'єс в розідлі «24 лютого. Війна 2022», в якій з'явилися тексти, написані протягом першого місяця російського вторгнення в Україну: Олена Астасьєва («Херсон. Дневник оккупации» та «Словарь эмоций военного времени»), Ігор Білиць («Рускій воєнний»), Наталя Блок («Наші діти»), Андрій Бондаренко («Мир і спокій» та «Синдром уцілілого»), Олена Гапєєва («В землі»), Ірина Гарець («Садити яблуні», «Онкорашка» та «Тато каже»), Юлія Гончар («Retaliation»), Оксана Гриценко («Обісцяний БТР»), Тетяна Киценко («Іван Федорович Шпонька та Червона свитка» та «Назвати своїми іменами»), Лєна Лягушонкова («Тополь М летить на кішку брошку»), Ольга Мацюпа («Уламки і пазли»), Оксана Савченко («Я хочу додому» та «В ден»), Костянтин Солов'єнко («Повоєнний сценарій»), Людмила Тимошенко («Моя мама чайник» та «Моя Тара»), Віталій Ченський («Робинзон»).
Національний центр театрального мистецтва ім. Леся Курбаса (куратори Неда Неждана та Олександр Вітер) з перших днів війни запустили проект «ДрамПост», мета якого — інформаційна війна мовою драми (сценічні та онлайн-читання п’єс); освітньо-мистецьке волонтерство (драматургічні майстер-класи, творчі зустрічі на тему актуальної драми, статті та інтерв’ю) та збір коштів на захист і порятунок українців і України. Проект підтримали колеги з України (Одеса, Чернівці, Ужгород), інших країн (Польща, Франція, Австрія, Румунія, Іспанія, Чехія, Туреччина, США). Проект волонтерський: авторські права на читання і публікації п’єс і статей надаються безкоштовно, а зібрані пожертвування йдуть на користь українських захисників, поранених та біженців. Вийшла відкрита драматургічну антологія актуальної драми «На часі», яка увібрала в себе тексти авторів різних поколінь і напрямів об'єднані темою російсько-української війни. Читання і постановки п’єс з цієї антології з'явилися в Одесі, Чернівцях, Ужгороді, а також в Туреччині, Франції, Польщі, США). До збірки увійшли п'єси Ярослава Верещака «Пекельна дорога до раю», Олександра Вітра «Подаруй мені смак сонця», Andy Iva «Боятися нема сенсу», Олега Миколайчука «Каштан і конвалія», Неди Нежданої «Otvetka@ua» та «Загублені в тумані», Марини Смілянець «Молитва за Елвіса», Ігоря Юзюка «До-дієз шостої октави».
Твори сучасних українських драматургів зацікавили європейського читача, що спричинило перекладацькі активності. Зокрема п'єсу «Мати Горького» Лєни Лягушонкової переклав Рорі Малларкі, над перекладом п’єси «Час Пілатесу» Ольги Мацюпи працювала Дейзі Гіббонс, Ніна Мюррей переклала п’єсу «П’ять пісень Полісся» Людмили Тимошенко та лібрето до опери «PENITA LA TRAGEDIA» Тетяни Киценко, Хелена Кернан переклала драмеді «Тіндерленд» Ірини Серебрякової.
У спільноті активно дискутується тема того, як писати про війну під час війни.

### Театральні прем'єри
За підрахунками театрального аналітика Сергія Винниченка, автора порталу «Театральна риболовля», протягом 2022 року українські театри презентували понад 230 прем'єрних вистав, 200 з яких приходиться безпосередньо на час вторгнення.
Постановки українських митців за кордоном
- 8 квітня  — «Saśa, išnešk šiukšles» за п'єсою «Саша, винеси сміття» Наталки Ворожбіт (реж. Стас Жирков, Малий театр Вільнюса, Литва) (режисер репитирував дистанційно)[549][550]
- 27 травня — «Життя на випадок війни» Лєни Лягушонкової (реж. Уля Кіяк, Спільний проєкт Торунського, Бидгоского театрів та міського центру культури (м. Бидгощ, Польща) (прем’єра на Торуньському фестивалі «Контакт») — у виставі зіграли акторки з різних українських міст, котрі знайшли прихисток у Куявсько-Поморському воєводстві[551]
- 10 червня — «Маріуполь» пластична композиція (хор. Владислав Детюченко, комп. Джон Хоуп (Іван Гаркуша) в рамках програми підтримки українських артистів через серію Ukrainian Artists & Company E Commission, м. Вашингтон, округ Колумбія, США)[552]
- 29 вересня — «Собачій дім» Марини Смілянець (реж. Лариса Семирозуменко, Латвійський національний театр, м. Рига, Латвія)[553][554]
- 10 вересня — «Sich waffnend gegen eine See von Plagen» Павла Ар'є та Майї Заде (реж. Стас Жирков, Schaubühne, Берлін, Німеччина)[555][556][557]
- 18 листопада — «Gorkis mutter» / «Мати Горького» Лєни Лягушонкової (реж. Максим Голенко, м. Штутгарт, Німеччина)[558]

2023
- 11 лютого — «Odyssee» Павла Ар'є (реж. Стас Жирков, Düsseldorfer Schauspielhaus, Німеччина)[559][560]
- 8 березня — «Ha*l*t» Тамари Трунової та Марини Смілянець (реж. Тамара Трунова, копродукція Театру на Лівому березі із RADAR OST 2023)[561]
- 29 квітня — «Хто ти такий?» за мотивами п’єси «Мина Мазайло» Миколи Куліша (реж. Олена Сіриченко, Театр-студїя «Крок», м. Рига, Латвія)[562]

### Театральний дискурс про майбутнє
Театральна спільнота стає до обговорення теми післявоєнного культурного відродження. Діалог Ганни Шерман із Іриною Чужиновою про необхідність будувати плани на майбутнє відбувся 15 березня 2022 року. Платформа «Український театр» розпочала ефіри із митцями для обговорення ситуації та подальших кроків. Учасниками стали: директор — художній керівник Київського академічного театру драми і комедії на лівому березі Дніпра Стас Жирков; деканка театрального факультету Харківського національного університету мистецтв ім. Івана Котляревського, кандидатка мистецтвознавства Яна Партола; заслужений артист України, актор Івано-Франківського національного академічного театру ім. Івана Франка Олексій Гнатковський; в.о. деканки факультету культури і мистецтв Львівського національного університету ім. Івана Франка, докторка мистецтвознавства Майя Гарбузюк; композитор, співзасновник Opera aperta Ілля Разумейко; режисерка київського «ProEnglish Theatre» Тетяна Шелепко; головний режисер Одеського академічного українського драматичного театру ім. Василя Василька Максим Голенко; керівниця літературно-драматургічної частини Харківського національного академічного театру опери і балету, переможниця конкурсу на посаду директорки — художньої керівниці Харківського академічного театру російської драми імені О. Пушкіна Інга Лобанова; режисерка Київського академічного театру «Золоті ворота», викладачка КМАЕЦМ Тетяна Губрій; керівниця відділу зовнішніх комунікацій Національної спілки театральних діячів України і координаторка проєктів спілки Ольга Байбак; режисер, хореограф, перфомер, засновник і директор продюсерського центру «Ruban Production ITP» Віктор Рубан; директорка — художня керівниця театру «Золоті ворота» Ксенія Ромашенко; режисер, актор, драматург, перформер, співзасновник театру «Прекрасні квіти», засновник театру «Нєфть» і театру «Варта» Артем Вусик; драматургиня Лєна Лягушонкова; режисер Михайло Урицький; драматургиня та режисерка Наталя Ворожбит. Розмову із театральним критиком, журналістом, доцентом кафедри театрознавства Київського національного університету театру, кіно і телебачення ім. Івана Карпенка-Карого Сергієм Васильєвим провела директорка видавничого дому «Антиквар» Ганна Шерман. Письменниця та мовознавиця Євгенія Кузнєцова задається питаннями з пошуку причин, звідки взялися російськомовні українці.
Проєкт «Плани на завтра» від Інституту стратегії культури та Radio SKOVORODA спрямовано на детальне обговорення викликів та можливостей, які вийдуть на перший план в Україні одразу після перемоги над ворогом.
Проблематику формування репертуарної політики Національної опери України на сторінках «The Claquers» розпочав артист оркестру театру, контрабасист Антон Жуков. Спроба осмислення «Культури скасування» у відкритій лекції «„Культура скасування“ чи „скасування культури“» зробили доктор філософських наук Тарас Лютий та директорка Докторської школи ім. родини Юхименків НаУКМА, завідувачка докторантури, аспірантури, кандидат філософських наук Людмила Криворучка. Вчергове піднімається тема доцільності звань народних артистів.
На початку травня відбулася онлайн-розмова про становище артистів у сфері сучасної музики в Україні, організована Initiative Neue Musik Berlin / field notes та Kyiv Contemporary Music Days. Режисер Влад Троїцький в інтерв'ю виданню «Лівий берег» стверджує, що «В Україні досі немає розуміння, наскільки потужною зброєю може бути мистецтво».
До розробки плану післявоєнної України залучена Нацрада та 2500 експертів, які випрацьовують тези протягом двох місяців. Конференція з цього приводу запланована на початку липня у місті Лугано (Швейцарія), де буде презентовано великий план відбудови. За координації Центру економічної стратегії (Centre for Economic Strategy) 30 експертів пропрацювали бачення України 2030, у тексті якого виокремили червоні лінії та визначає ключові зміни. Розділ 2.4. присвячено Політиці у сфері культури.

## Світова підтримка
Потужну підтримку виказіє Україні світ, у тому числі у вигляді гуманітарної допомоги, підтримки, мистецьких заходах.

### Австрія
Сценічні читання п’єс «Голоси з темряви» та «Майдан Інферно» Неди Нежданої, «Погані дороги» Наталі Ворожбит відбулися 12 березня у Брегенці

### Бельгія
В рамках фестивалю «Statues en Marche» театр «Живих скульптур» (м. Івано-Франківськ), який брав у ньому участь, отримав від організаторів дозвіл на збір кошти для ЗСУ просто неба, демонструючи європейцям образи українських військових.

### Болгарія
Габровський театр ім. Рачо Стоянова прийняв українських переселенців — жінок та дітей Миколаївського драматичного театру).
У програмі VIII Міжнародного фестиваля монодрами «Соло Акт» (м. Габрово) 4 квітня взяв участь Миколаївський академічний художній драматичний театр із виставою «Сповідь» (реж. Сергій Павлюк) — участь відеоверсії вистави позаконкурсна.

### Велика Британія
Лист на підтримку українських театрів, що здійснюють супротив російській агресії 18 березня в ЗМІ опублікував британський продюсер сер Камерон Макінтош («Привид опери», «Гамільтон» та інших), на сцені лондонського театру «Колізей» 19 березня відбувся гала-концерті «Dance for Ukraine» («Танець для України»), організаторами якого виступив колишній прем'єр лондонського Королівського балету Заслужений артист України Іван Путров та румунська балерина Аліна Кожокару (зібрані кошти направлені для гуманітарної допомоги українцям), а 1 квітня лондонський Royal Court theatre на знак солідарності з Україною провів читання драми «Погані дороги» Наталки Ворожбит із трансляцією на сайті «The Guardian».
З 9 серпня по 3 вересня в рамках Worldwide Ukrainian Play Readings in London, який було організовано John Freedman, в Лондоні були поставлені дві п'єси українських драматургинь: «Саша, винеси сміття» Наталки Ворожбит та «Кицька на спогад про темінь» Неди Нежданої
У вересні в Лондоні з'явилася інсталяцію на підтримку українського балету, яка складається з балерини, яка стоїть на купі мішків із піском, що символізує стійкість культури та мистецтва України. Одна з танцівниць, залучених до проєкту, стала Христина Шевченко — прима-балерина Американського театру балету. Також прибуток від продажів квитків на виставу Обʼєднаного українського балету «Жизель» у лондонському театрі передали до фонду, який підтримує українську культуру.
2022-го вперше у Великій Британії здійснили професійну постановку драматичної поеми «Кассандра» Лесі Українки за ініціювавою Українського інституту в Лондоні (переклад  Ніни Мюррей). Виставу вийшла у постановці Гелен Істман в лондонській творчій спільноті «Live Canon». 2023-го пройшли гастролі «Касандри» та стали частиною Сезону культури Велика Британія/Україна від Українського інституту та Британської Ради.

### Данія
Данія допомагає зокрема Миколаївському академічному художньому драматичному театру, будівля якого постраждала від прильоту 22 вересня 2022 року. Пошкоджені котли закуплені Данією, й у червні 2023 року направляються до Миколаєва.

### Естонія
Тартуський театр «Ванемуйне» а безоплатній основі приймав українців, які відвідували танцювальні вистави та опери.

### Італія
Італійський режисер з Верони Маттео Спіацці ініціював театрально-гуманітарний проект «Stage4Ukraine», метою якого стало прийом українських студентів. Маттео Спіацці, який перші дні війни знаходився у Києві та й переховувався у підвалі, разом із Ferdinando Bruni, Elio De Capitani та Francesco Frongia взяли участь у вечорі солідарності із Україною, який відбувся 10 березня у міланському театрі «Elfo».
Маестро Рікардо Муті, художній керівник концертної програми Міжнародного музичного фестивалю «Шляхи дружби», який проходив з 23 по 28 квітня в Равенні, до програми «Великдень» включий виступ артистів Національної опери України.

### Канада
У театрі Просперо (м. Монреаль) 1 травня пройшла читка п'єси «Поганих доріг» Наталки Ворожбит в режисурі Григорія Гладія).

### Литва
Акція Солідарності з Україною (із телемостом за участі акторів театру «Золоті ворота») пройшла 24 лютого в Міському театрі міста Алітус, а вже 6 березня на сцені театру показали виставу «Маріте» (реж. Стас Жирков) із зустріччу з родиною режисера. Кошти спрямовані для українських театральних діячів, які опинились у важкому становищі. В Міському театрі міста Алітус 25 березня відкрилася інсталяція в підтримку українських театралів. Наведені цифри українського театрального життя, зібрані українським театральним блогером Сергієм Винниченком («Театральна риболовля») за ініціативи директорки — художньої керівниці театру «Золоті ворота» Ксенії Ромашенко: «Українські театри розбомбили, але вони будуть жити і говорити: …більше 13 000 вистав не показали театри…, …понад 22 000 артистів не вийшли на сцену…, …більше 3 000 000 глядачів не прийшли до театру…».
У Вільнюсі відбулася вистава про Донецький драмтеатр (м. Маріуполь), сценарій якого ґрунтується на дописах у Facebook маріупольської журналістки Надії Сухорукової.
На VIII Міжнародному театральному фестивалі «Перехрестя» («Sankryža») (м. Друскінінкай) 6 серпня була зіграна вистава «Маестро Азнавур. Une vie d`amour» Київського академічного театру «Колесо». Київський академічний театр «Золоті ворота» у цьому фестивалі взяв участь 10 вересня із виставою «Каліки» (реж. Стас Жирков).

### Молдова
Національний театр імені Міхая Емінеску у вересні 2022 року представив виставу «Реквієм за Бучею», підготовленій за мотивами сучасних віршів про російську агресію, авторів з України, Молдови та Румунії.

### Нідерланди
В амстердамському театрі De Toneelmakerij 12 квітня відбулася прем‘єра документальної вистави про війну в Україні «Witnessing U», яка є колабарацією запорізького муніципального театру-лабораторії VIE та De Toneelmakerij .

### Німеччина
Благодійний вечір із читками текстів українських драматургинь пройшли 6 березня в Мюнхенському камерному театрі. Прозвучали уривки текстів «Крим 5-та ранку» Наталі Ворожбит та Анастасія Косодій; «Що таке єврейська музика» Анастасії Косодій; «Погані дороги» Наталки Ворожбит. По завершенню було показано фільму Наталки Ворожбит «Погані дороги». Зі вступною промовою до баварського глядача звернулась українська театральна режисерка Тетяна Губрій. До Всесвітнього дня театру 27 березня, на підтримку України та Драмтеатру в Маріуполі, у «Deutsches Theater» (м. Берлін) відбулася масштабна подія — зустрічі, читки, включення наживо з України. Серед учасників: режисерка Тетяна Губрій, шеф-драматург Театру на лівому березі Павло Ар'є. Польський центру ITI виступив зі зверненням до Дня театру.
П’єсу «Саша, винеси сміття» Наталки Ворожбит (режисер Тамара Трунова) було прочитано 13 травня у берлінському «Deutsches Theater» — читання двомовне за участі акторів з України (Ірина Ткаченко, Марина Клімова) та з Німеччини (Felix Goeser, Tobias Radcke). «ProEnglish Theatre» із виставою «The Book of Sirens» (реж. Алекс Боровенський) взяв участь у фестивалі «InBetweenFires» (м. Берлін, Німеччина). Виставу зіграли в рамках фестивалю 29 та 30 липня. Маріупольський театр «Театроманія» грає вистави у Німеччині — виставу «Тіні забутих предків» у постановці Антона Тельбізова на День Незалежності зіграли у місті Ганновер.

### Норвегія
До Міжнародного дня лялькаря, 20 березня, портал норвезьке відділення Міжнародної спілки діячів театру ляльок «UNIMA Norge» опублікувала серію замальовок про українських лялькарів під час війни. Героями стали завліт Дар'я Іванова та актор Київського академічного театру ляльок Вадим Доценко, головний режисер Чернігівського театру ляльок Віталій Гольцов, директор — художній керівник Київського театру маріонеток Вадим Кожевніков, головні риежисери Харківського театру ляльок Оксана Дмітрієва та Полтавського театрів ляльок Ніко Лапунов.

### Польща
Польське радіо у березні розпочало цикл радіоп'єс за мотивами творів українських драматургів із циклу «Сучасна драматургія України» (реж. Вальдемар Модестович). Першою вийшла п’єса «На початку і наприкінці часів» Павла Ар'є, серед наступних — твори Неди Нежданої, Ольга Мацюпи та Олександра Громова.
З 27 липня по 6 серпня у Гданську пройшов щорічний Міжнародний Шекспірівський фестиваль, в рамках якого 30 липня відбулася дискусійна панель «Театр під час війни», мета якої — почути в Європі голос українського театру про російсько-українську війну, про трансформацію українських театрів у центри гуманітарного сприяння українцям. Від України участь взяли: художній керівник Ростислав Держипільський та актори Надія Левченко та Роман Луцький (Івано-Франківський національний академічний обласний музично-драматичний театр імені Івана Франка), режисерка «ProEnglish Theatre» Тетяна Шелепко, головна режисерка Київського академічного Театру драми і комедії на Лівому березі Дніпра Тамара Трунова, куратор «Gogolfest» та театру «Дах» Андрій Палатний, український режисер, актор та педагог Андрій Май.
З 28 серпня по 5 вересня у Кракові пройшов IX Міжнародний фестиваль українського театру «Схід-Захід», участь у якому взяли 15 театрів з України. Тема фестивалю — «Знімаючи маски»

### США
14 березня у Метрополітен-опера відбувся концерт на підтримку України, а на фасаді будівлі театру розмітили прапор країни. Гімн України в рамках концерту виконав бас-баритон Владислав Буяльський.
Читання текстів українських драматургів відбулось у Нью-Йорку. У театрі «The Drama League» 19 березня, в рамках ініціативи «ДрамПост» та проекту «Світових Читань для України» презентували п'єсу «Лабіринт» Олександра Вітра у перекладі Тетяни Шліхар. П’єсу «Погані дороги» Наталки Ворожбит було прочитано 12 травня театрі «La MaMa» — читали текст англійською із вкрапленнями української. Школа театру і танцю NIU 3 квітня провела ніч читань українських драматургів в Театрі О'Коннелл у Стівенс-Білдінг (театрально-хореографічний факультет Університету Північного Іллінойсу, США) в рамках проекту «Українська складова Всесвітнього читання». Тексти представлені в двох категоріях: «Війна» («Словник емоцій у воєнний час» Олени Астасьєвої у перекладі Джона Фрідмана, «Почуття війни» Юлії Гончар у перекладі Джоноа Фарндона, «Наші діти» Наталі Блок у перекладі Джона Фрідмана та Наталії Братусь) та «До того» («У темряві» Наталі Блок у перекладі Дейзі Хейс, «Кицька на спогад про темінь» Неди Нежданої у перекладі Джона Фарндона, «Мир і спокій» Андрія Бондаренка у перекладі Джоноа Фарнона).
Акція на підтримку народу України відбулася на Таймс-Сквер 4 квітня. На площу вийшли актори бродвейських театрів, й заспівали пісню з мюзиклу «Знедолені». 16 квітня 24 американські незалежні театральні компанії з Нью-Йорку взяли участь у 12-годинному онлайн марафоні на підтримку України (організовано Martin E. Segal Theatre Center). На уклін у жовто-блакитному прапорі вийшла 1 травня оперна співачка Людмила Монастирська, після виконання головної партії в опері «Турандот» нью-йоркського театру Метрополітен-опера.
У жовтні 2023 року американська акторка Сара Джессіка Паркер заявила про наміри продюсувати документальний фільм Міріам Ґуттман про українських артистів балету Front Row («Перший ряд»), який розповість про життя українських танцюристів в еміграції.

### Туреччина
3 квітня в рамках театрального марафону, що проходить європейськими країнами, в Стамбулі пройшла відкрита театральна читка нової п'єси «Подаруй мені смак сонця» українського драматурга Олександра Вітера.

### Угорщина
В рамках міжнародного театрального фестивалю MITEM (м. Будапешт) 24 квітня було проведено «Дні Солідарності з Україною» зі збором коштів для біженців, які тікають від війни. На фестивалі продемонстрували відеоверсію вистави «Безталанна» (реж. Іван Уривський), відбулася концерт-вистава «Dakh Daughters».

### Франція
За участю Французького інституту та у партнерстві з міністерством культури Франції 21 березня на сцені театру «Одеон» пройшов вечір «Україна: театр миру» (Ukraine: le théâtre de la paix). В рамках події відбулася читка п'єси «Погані дороги» Наталки Ворожбит, музичний супровід — гурти «Dakha Brakha» та «Dakh Daughters».
Читка п’єси «Дикий мед у рік Чорного півня» Олега Миколайчука пройшла 28 квітня на «Літературному українському вечорі» у Сент-Андре-де-Сангоні.

### Чехія
В Празі 13 травня відбувся проєкт «Invaze / Invasion / Вторгнення» — читка українських п'єс, написаних після 24 лютого.

### Японія
Українські артисти балету реалізували гастрольний тур Японією

### Міждержавні проєкти
Проект «Всесвітні українські читання п'єс» (англ. Worldwide Ukrainian Play Readings) — колаборація Максима Курочкін (Київський театр драматургів), Філіпа Арнулта (Балтиморський центр міжнародного театрального розвитку), Ноа Біркстед-Брін (Лондонський театр Sputnik), Джона Фрідмана та інших.

## Релокація

### По Україні
Акторів з Дніпра (Ксенія Савєльєва) та Маріуполя (Ярослава Свідерська, Єгор Кривицький) прийняв Чернівецький музично-драматичний театр імені Ольги Кобилянської.

### За кордоном
Завідувачка трупою Київського академічного театру драми та комедії на лівому березі Дніпра Лаура Вілцане з весни працює асистентом режисера у ризькому театрі «Дайлес». Ганна Турло працює режисеркою у Театрі Шванди (м. Сміхов, Чехія).
Акторка Донецького академічного обласного драматичного театру Анна Німайєр з окупованої території до Латвії.

## Антиукраїнська діяльність
- Український скрипаль Академічного камерного оркестру Волинської обласної філармонії «Кантабіле» Ілля Сметанін заарештований як російський шпигун — за його наведенням 24 лютого 2022 року  у Луцький військовий аеродром влучили ворожі ракети. Повторно вдарили 11 березня[663];
- 16 березня відео на підтримку Президента РФ та російської армії опублікував Новосибірський обласний театр ляльок[664][665];
- 18 березня на підтримку анексії Криму Росією, в концерт-мітингу «Кримська весна», який пройшов в «Лужниках», взяли участь актори Дмитро Пєвцов, Володимир Машкова[666];
- 29 березня за ініціативи художнього керівника Володимира Машкова, на фасаді Московського театру Олега Табакова[ru] було вивішено гігантську літер «Z» у вигляді георгіївської стрічки. Машков прокоментував це: «Сьогодні на будівлі нашого театру з'явився цей символ за Батьківщину, за нашу армію, за нашого президента, за життя наших дітей без нацистів та бандерівців»[667][668];
- 2 квітня Большой театр збором від показу балету «Спартак» розпочав «благодійну акцію „Відкрита завіса“» за підтримки Міністерства культури РФ[669][670][671];
- 13 квітня на підтримку російського вторгнення в Україну Мінусінський міський драматичний театр випустив ролик «ZV»[664][672].
- 21 квітня низку агресивних загарбницьких тез висловив Іван Охлобистін[673].
- 18 травня із пропагандистською  промовою у Санкт-Петербурзі виступив актор Дмитро Дюжев[674].
- У Туреччині скасували концерт піаністки Валентини Лисиці: вона виступала на руїнах Маріуполя[675].
- 7 липня розпочав роботу театральний фестиваль The Festival d'Avignon, відкривати який було запрошено російського режисера Кіріла Серебреннікова (на сцені Папського палацу його постановув за маловідомою повістю Антона Чехова «Чорний чернець»)[268].
- У вересні росіяни провели в тимчасово окупованому Маріуполі концерт в Донецькому драмтеатрі, під час якого грав оркестр, радянський актор Олександр Михайлов виголошував вірші про російського ведмедя[676]
- Російський піаніст Станіслав Корчагін, який у 2014-2015 роках проходив службу у 154-му окремому комендантському преображенському полку, бере участь в українському міжнародному музичному конкурсі імені Горовиця, який через повномасштабне вторгнення Росії проходить у Женеві[677]

## Театральні втрати
До діячів культури, вбитих під час російсько-української війни, використовується термін «українське розстріляне відродження 21 століття».
Від тяжких поранень, отриманих під обстрілами в Києві, 26 березня помер в лікарні артист балету, танцівник Національної опери України Артем Дацишин. Під обстрілами в Ірпені 6 березня загинув 33-річний актор Павло Лі — про смерть повідомив український адвокат та журналіст Ярослав Куц: «Пашка лі… навіть фото не встигли зробити…. Покійся з миром». Під час ракетного обстрілу житлового будинку в Києві 17 березня загинула заслужена артистка України, актриса Київського Молодого театру Оксана Швець. 29 березня загинула актриса Київського театру юного глядача Марія Демочко. В бою на півночі Донецької області 1 квітня загинув Сергій Пивоваров, зварювальник 6-го розряду бутафорської дільниці театру Харківського театру опери та балету ім. Миколи Лисенка, який на фронт пішов гранатометником. У Маріуполі загинули дві юні артистки, актриси театру «Концепція» — Єлизавета Очкур та Соня Амельчикова, обидві грали Люссі у виставі «Лев, Чаклунка, Платтяна шафа» по книзі «Хроніки Нарнії». Під час виконання бойового завдання поблизу н.п. Новолуганське Донецької області, 12 червня, загинув машиніст сцени Київського національного академічного театру оперети Дмитро Перінський. У бою під Майорськом 12 вересня загинув соліст балету Національного академічного театру опери та балету України ім. Тараса Шевченка Олександр Шаповал. Під Бахмутом загинув 26-річний артист балету Київського національного академічного театру оперети Вадим Хлуп'янець. В боях на Донеччині загинув колишній художник з освітлення Херсонського обласного академічного музично-драматичного театру ім. Миколи Куліша 34-річний Антон Білозубов (востаннє виходив на зв'язок 13 червня 2023 року).